# Medetera pulchra
Medetera pulchra är en tvåvingeart som först beskrevs av Vanschuytbroeck 1951.  Medetera pulchra ingår i släktet Medetera och familjen styltflugor.
Artens utbredningsområde är Kongo. Inga underarter finns listade i Catalogue of Life.